# جون عمروش
جان عمروش، الملقب بجان الموهوب، كاتب وروائي وشاعر جزائري من أصول أمازيغية، يكتب باللغة الفرنسية. ولد في 7 فبراير 1906 في إغيل علي، بجاية، لأسرة قبايلية أمازيغية تحولت للمسيحية، وتوفي في 16 أفريل 1962 في الدائرة الثامنة في باريس. وجون لقبه به أحد الآباء الفرنسيين الذين ترعرع بينهم. وهو ابن فاطمة آيت منصور عمروش، شقيق الأديبة طاووس عمروش ووالد الكاتب بيار عمروش [الفرنسية]

## مواقفه من الثورة
شارك مع الوفد الجزائري في مفاوضات ايفيان.

## مؤلفاته
- ديوان الرماد Cendres'
- أغاني Chants berbères de Kabylie